# Delko
Delko (UCI kód: DKO) byl francouzský cyklistický UCI ProTeam založený v roce 1974. V roce 2011 tým získal kontinentální licenci, což mu umožnilo zúčastnit se závodů v rámci UCI Europe Tour. Těsně před koncem sezóny 2021 tým zanikl kvůli finančním problémům.

## Doping
V dubnu 2018 noviny odhalily, že Rémy Di Gregorio měl pozitivní dopingový test na darbepoetin (EPO) během závodu Paříž–Nice 2018 a dostal 4letý zákaz závodění.

## Soupiska týmu
K 1. srpnu 2021
- Pierre Barbier (FRA) (* 25. září 1997)
- Clément Carisey (FRA) (* 23. března 1992)
- Lucas De Rossi (FRA) (* 16. srpna 1995)
- Yakob Debesay (ERI) (* 28. června 1999)
- Alexandre Delettre (FRA) (* 25. října 1997)
- José Manuel Díaz (ESP) (* 18. ledna 1995)
- Alessandro Fedeli (ITA) (* 2. března 1996)
- Delio Fernández (ESP) (* 17. února 1986)
- Mauro Finetto (ITA) (* 10. května 1985)
- Biniam Ghirmay (ERI) (* 2. dubna 2000)
- José Gonçalves (POR) (* 13. února 1989)
- Eduard-Michael Grosu (ROU) (* 4. září 1992)
- Mulu Hailemichael (ETH) (* 12. ledna 1999)
- Masahiro Ishigami (JPN)  (* 20. října 1997)
- August Jensen (NOR) (* 29. srpna 1991)
- Justin Jules (FRA) (* 20. září 1986)
- Mathias Le Turnier (FRA) (* 14. března 1995)
- Atsushi Oka (JPN) (* 3. září 1995)
- Eduard Prades (ESP) (* 9. srpna 1987)
- Dušan Rajović (SRB) (* 19. listopadu 1997)
- Evaldas Šiškevičus (LTU) (* 30. prosince 1988)
- Julien Trarieux (FRA) (* 19. srpna 1992)

## Výsledky na významných závodech od roku 2016
Zdroj
| Výsledky Grand Tours podle nejlepšího umístění           |      |      |      |      |      |      |
| Závod                                                    | 2016 | 2017 | 2018 | 2019 | 2020 | 2021 |
| Giro d'Italia                                            | –    | –    | –    | –    | –    | –    |
| Tour de France                                           | –    | –    | –    | –    | –    | –    |
| Vuelta a España                                          | –    | –    | –    | –    | –    | –    |
| Výsledky na etapových závodech podle nejlepšího umístění |      |      |      |      |      |      |
| Závod                                                    | 2016 | 2017 | 2018 | 2019 | 2020 | 2021 |
| Tour Down Under                                          | –    | –    | –    | –    | –    | NS   |
| Paříž–Nice                                               | 29   | 20   | 37   | 24   | 37   | –    |
| Tirreno–Adriatico                                        | –    | –    | –    | –    | –    | –    |
| Volta a Catalunya                                        | –    | –    | –    | –    | NS   | –    |
| Kolem Baskicka                                           | –    | –    | –    | –    | NS   | –    |
| Tour de Romandie                                         | –    | –    | –    | –    | NS   | –    |
| Critérium du Dauphiné                                    | –    | 42   | –    | –    | –    | –    |
| Tour de Suisse                                           | –    | –    | –    | –    | NS   | –    |
| Tour de Pologne                                          | –    | –    | –    | –    | –    | –    |
| Eneco Tour                                               | –    | –    | –    | –    | –    | –    |
| Výsledky na monumentech podle nejlepšího umístění        |      |      |      |      |      |      |
| Monument                                                 | 2016 | 2017 | 2018 | 2019 | 2020 | 2021 |
| Milán – San Remo                                         | –    | –    | –    | –    | –    | –    |
| Kolem Flander                                            | –    | –    | –    | –    | –    | –    |
| Paříž–Roubaix                                            | 80   | DNF  | 75   | 9    | NS   | 33   |
| Lutych–Bastogne–Lutych                                   | –    | –    | –    | –    | 11   | –    |
| Il Lombardia                                             | –    | –    | –    | –    | –    | –    |
| Výsledky na klasikách podle nejlepšího umístění          |      |      |      |      |      |      |
| Klasika                                                  | 2016 | 2017 | 2018 | 2019 | 2020 | 2021 |
| Omloop Het Nieuwsblad                                    | –    | –    | –    | –    | –    | –    |
| Kuurne–Brusel–Kuurne                                     | –    | –    | –    | –    | –    | –    |
| Strade Bianche                                           | –    | –    | –    | –    | –    | –    |
| E3 Harelbeke                                             | –    | –    | –    | –    | NS   | –    |
| Gent–Wevelgem                                            | –    | –    | –    | –    | –    | –    |
| Amstel Gold Race                                         | –    | –    | –    | –    | NS   | –    |
| Valonský šíp                                             | 43   | –    | 56   | –    | –    | 26   |
| Clásica de San Sebastián                                 | –    | –    | –    | –    | NS   | –    |
| Paříž–Tours                                              | 22   | 43   | 40   | 24   | 11   | 9    |

## Národní šampionáty
2013
 Francouzská časovka do 23 let, Yoann Paillot
2018
 Rwandská časovka, Joseph Areruya
 Bulharský silniční závod, Nikolay Mihaylov
2019
 Australské kritérium, Brenton Jones
 Rwandská časovka, Joseph Areruya
 Litevský silniční závod, Ramūnas Navardauskas
2020
 Litevská časovka, Evaldas Šiškevičius
2021
 Litevská časovka, Evaldas Šiškevičius
 Srbský silniční závod, Dušan Rajović